# Убийство чести
Убийство чести — преступление, убийство члена семьи, чаще всего (но не обязательно) женского пола, совершённое родственниками за предполагаемый ущерб имени или престижу семьи.
Обычной причиной таких убийств становятся обвинения в совершении запретных в данной культуре действий сексуального характера: нескромного поведения, добрачного секса, отказа от брака по договорённости, супружеской измены, попытки жены развестись с мужем. Убийству также подвергаются жертвы изнасилования, в том числе, забеременевшие в результате изнасилования. Убийства чести также совершаются в отношении ЛГБТ-персон. 

## Сущность явления
В патриархальных обществах поведение девушек и женщин находится под тщательным контролем. Сохранение ей добрачной девственности и «чистоты» считается ответственностью отца и братьев, а после свадьбы соблюдение ею норм сексуального поведения становится ответственностью её мужа.
Правозащитная организация Human Rights Watch определяет убийства чести как «акты насилия, обычно убийства, совершённые членами семьи мужского пола против членов семьи женского пола, которые, по их мнению, навлекли на семью бесчестье».
В семьях, в которых происходят «убийства чести», другие женщины часто оправдывают их, и иногда помогают в их организации.

## Распространение
Убийства чести периодически происходят в странах исламского мира, они зафиксированы в Восточной Турции, на территориях западного берега реки Иордан и сектора Газа, в Иордании, Пакистане, Сомали и на российском Северном Кавказе, в том числе в Чечне. По результатам исследования Правовой инициативы на Северном Кавказе обнаружено 39 человек, из них 36 женщин и трое мужчин. Анализ судебной практики показал, что число убийств даже выше, чем было обнаружено в первом исследовании в регионе. В Индии существует некоммерческая организация Love Commandos, целью которой является защита влюблённых пар от возможного убийства чести.
По оценкам Организации объединённых наций (ООН), за 2010 год, ежегодно в мире происходит около пяти тысяч убийств чести, в то время как ряд женских организаций, согласно данным The Independent, подсчитали в том же году, что количество таких убийств составляет примерно двадцать тысяч. В Иордании ежегодно регистрируют от 15 до 20 подобных случаев, но в 2016 году, согласно Human Rights Watch, произошло заметное увеличение. Существует мнение, что в последнее время всё больше стран ужесточает наказание за это преступление, однако это не подтверждено фактами.

## В культуре
- фильм «Где горит огонь»[12][13]
- фильм «Забивание камнями Сорайи М.»[14][15]